# And and End
Albums de T-ara
Gossip Girls
(2014) So Good
(2015)
Singles
1. Sugar Free (BigRoom Version)
Sortie : 10 septembre 2014
2. Sugar Free
Sortie : 11 septembre 2014

And and End (stylisé AND&END, et aussi connu sous le nom de Sugar Free) est le cinquième mini-album de T-ara, sorti sous le label Core Contents Media le 11 septembre 2014 en Corée du Sud.

## Liste des titres
| 1. | Sugar Free (슈가 프리)           | 3:55 |
| 2. | Orgr                             | 2:58 |
| 3. | I Don't Want You (남주긴 아까워) | 2:58 |
| 4. | Calender (지난 달력)             | 2:47 |
| 5. | If I See Her (그녀를 보면)       | 3:10 |
| 6. | Sugar Free (Inst.) (슈가 프리)   | 3:55 |

| 1. | Sugar Free (BigRoom Ver.) (슈가 프리)         | 3:55 |
| 2. | Sugar Free (슈가 프리)                        | 3:55 |
| 3. | I Don't Want You (남주긴 아까워)              | 2:58 |
| 4. | ORGR                                          | 2:58 |
| 5. | Calender (지난 달력)                          | 2:47 |
| 6. | If I See Her (그녀를 보면)                    | 3:10 |
| 7. | Sugar Free (BigRoom Ver.) (Inst.) (슈가 프리) | 3:55 |